# Петрозаводский регион Октябрьской железной дороги
Петрозаводский регион Октябрьской железной дороги (Петрозаводское территориальное управление — ТЕР-4) — территориальное управление Октябрьской железной дороги. Образован на основе Петрозаводского отделения Октябрьской железной дороги, ликвидированного 31 декабря 2010 года на основании приказа ОАО «РЖД» № 160 от 21 октября 2010 года.

## История
Петрозаводское отделение, как самостоятельное административное и хозяйственное подразделение железнодорожного транспорта, создано Приказом № 705 от 12 ноября 1946 г. Начальника Кировской железной дороги генерал-директора тяги 3 ранга Вольдемара Матвеевича Виролайнена «Об организации отделений железных дорог и укрупнении отделений движения, отделений паровозного хозяйства и вагонных участков по Кировской железной дороге». С 1946 по 1959 г. имело телеграфный шифр НОД-2 Кировской ж. д. С 1959 г., после объединения Кировской и Октябрьской ж. д., получило телеграфный шифр НОД-8 Октябрьской ж. д. В 1988 г. Кемское отделение вошло в состав Петрозаводского, после чего Петрозаводскому отделению Октябрьской ж. д. был присвоен новый телеграфный шифр — НОД-4.
Известные работники
- Киосев Владимир Иванович — заслуженный работник народного хозяйства Карельской АССР, Герой Социалистического Труда.
- Харитонов Сергей Фёдорович — почётный железнодорожник, краевед, исследователь истории строительства Октябрьской железной дороги.

Награды
10 апреля 1990 года Президиум Верховного Совета СССР постановил передать на вечное хранение Орден Трудового Красного Знамени РСФСР в Петрозаводское отделение Октябрьской железной дороги.

## Инфраструктура

### Линии
Петрозаводское отделение обслуживает следующие линии:
- Свирь — Лоухи
- Суоярви — Юшкозеро
- Элисенваара — Суоярви — Петрозаводск
- Кочкома — Ледмозеро — Кивиярви
- Кочкома — Вача
- Кемь — Кемь-Пристань
- Беломорск — Маленьга
- Брусничная — Лендеры
- Маткаселькя — Вяртсиля[1]

### Локомотивные депо
На территории отделения находятся пять локомотивных депо:
- Локомотивное ремонтное депо Петрозаводск (ТЧ-24)
- Локомотивное эксплуатационное депо Медгора (ТЧЭ-25)
- Локомотивное ремонтное депо Кемь (ТЧ-29)
- Локомотивное эксплуатационное депо Кемь (ТЧЭ-26)
- Локомотивное эксплуатационное депо Суоярви (ТЧЭ-30)

### Дистанции инфраструктуры
- Сортавальская дистанция инфраструктуры (ИЧ-2)

### Дистанции пути
На территории отделения находится 7 дистанций пути:
- Петрозаводская дистанция пути (ПЧ-34)
- Беломорская дистанция пути (ПЧ-36)
- Сегежская дистанция пути (ПЧ-37)
- Кемская дистанция пути (ПЧ-38)
- Костомукшская дистанция пути (ПЧ-43)

### Дистанции сигнализации, централизации и блокировки
- Петрозаводская (ШЧ-17)
- Кемская (ШЧ-19)

### Вагонные и вагоноремонтные депо
- Вагонное ремонтное депо Петрозаводск (ВЧД-19)
- Вагонное депо Кемь (ВЧД-20)
- Вагонное эксплуатационное депо Петрозаводск (ВЧДЭ-27)